# Nghị viện New Zealand
Nghị viện New Zealand (Pāremata Aotearoa) là cơ quan lập pháp một viện của New Zealand, gồm Quốc vương và Viện Dân biểu, được thành lập vào năm 1854. Toàn quyền New Zealand đại diện cho Quốc vương. Trước năm 1951, Nghị viện có một thượng viện tên là Hội đồng Lập pháp. Nghị viện New Zealand là một trong những cơ quan lập pháp lâu đời nhất trên thế giới. Nghị viện họp tại Wellington từ năm 1865.
Viện Dân biểu gồm 120 nghị sĩ dân cử, 72 nghị sĩ được bầu ra từ các đơn vị bầu cử, số lượng nghị sĩ còn lại được phân bổ cho các đảng theo tỷ lệ phiếu bầu của liên danh đảng. Người Māori trúng cử vào Nghị viện từ năm 1867 và phụ nữ New Zealand được trao quyền bầu cử từ năm 1893. Nhiệm kỳ của mỗi khóa Nghị viện là ba năm nhưng Viện Dân biểu có thể bị giải tán.
Nghị viện là cơ quan quyền lực nhà nước cao nhất của New Zealand và kiểm soát chính phủ. Thủ tướng New Zealand và các bộ trưởng được bổ nhiệm trong số nghị sĩ và chịu trách nhiệm trước Viện Dân biểu.
Quốc vương và toàn quyền New Zealand không tham gia vào quá trình lập pháp. Một đạo luật được Viện Dân biểu thông qua phải được Quốc vương ngự phê để có hiệu lực. Toàn quyền có quyền triệu tập và giải tán Nghị viện.

## Lịch sử

### Hệ thống Westminster
Nghị viện New Zealand được tổ chức theo hệ thống Westminster của Anh, bắt nguồn từ Nghị viện Anh vào năm 1295.
Qua nhiều thế kỷ, Nghị viện Anh dần dần hạn chế quyền lực của chế độ quân chủ. Luật về các quyền 1688 (được phê chuẩn thành luật ở New Zealand) quy định Nghị viện sẽ được bầu ra thường xuyên, trao cho của Nghị viện quyền đánh thuế và quyết định chi ngân sách nhà nước của chính phủ và khẳng định quyền tự do ngôn luận tuyệt đối của các nghị sĩ Nghị viện.

### Thành lập
Ngay từ năm 1846, thực dân Anh tại New Zealand đã yêu cầu chính quốc trao quyền tự trị cho thuộc địa. Năm 1852, Quốc hội Anh thông qua Luật Hiến pháp New Zealand, thành lập một cơ quan lập pháp lưỡng viện tên là Đại hội đồng gồm Viện Dân biểu là hạ viện và Hội đồng Lập pháp là thượng viện. Thành viên Viện Dân biểu được bầu ra theo chế độ đầu phiếu đa số tương đối trong khi thành viên Hội đồng Lập pháp do thống đốc bổ nhiệm. Đại hội đồng khóa đầu tiên nhậm chức tại Auckland vào ngày 24 tháng 5 năm 1854.

#### Hội đồng Lập pháp bị bãi bỏ

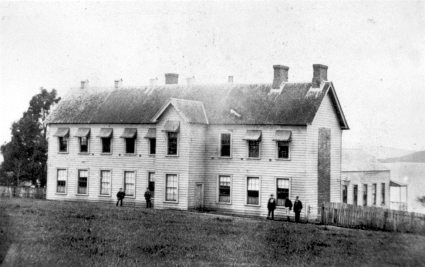
Trụ sở Đại hội đồng tại Auckland, năm 1861

Ban đầu, nhiệm kỳ của thành viên Hội đồng Lập pháp là suốt đời. Từ thập niên 1890, nhiệm kỳ là bảy năm và được tái cử. Toàn quyền bổ nhiệm thành viên Hội đồng Lập pháp theo đề nghị của thủ tướng. Cùng với sự hình thành các đảng phái chính trị, những thay đổi này cho phép chính phủ kiểm soát Hội đồng Lập pháp và Viện Dân biểu. Năm 1951, Hội đồng Lập pháp bị bãi bỏ, biến Nghị viện thành cơ quan lập pháp một viện. Hội đồng Lập pháp họp lần cuối cùng vào ngày 1 tháng 12 năm 1950 trước khi bị chính thức bãi bỏ từ ngày 1 tháng 1 năm 1951.
Tại thời điểm bị bãi bỏ, Hội đồng Lập pháp gồm 54 thành viên và một chủ tịch.

### Chính quyền tỉnh
Luật Hiến pháp cũng trao quyền lập pháp cho các hội đồng các tỉnh của New Zealand (ban đầu có sáu tỉnh). Hội đồng cấp tỉnh này có quyền lập pháp về hầu hết các vấn đề, lĩnh vực. Tuy nhiên, New Zealand không phải là một liên bang như Canada hay Úc; Nghị viện có quyền lập pháp về cùng các vấn đề, lĩnh vực và trong trường hợp có xung đột giữa luật của tỉnh và luật của Nghị viện thì luật của Nghị viện sẽ được ưu tiên áp dụng. Trong hai mươi năm, quyền lực chính trị tập trung vào trung ương và các tỉnh bị bãi bỏ hoàn toàn vào năm 1876.

### Nghị sĩ người Māori
Khác với những thuộc địa khác, New Zealand cho phép người bản địa bầu nghị sĩ vào Nghị viện từ sớm. Năm 1867, Nghị viện khóa IV thông qua luật quy định đàn ông người Māori đủ 21 tuổi trở lên có quyền bầu bốn nghị sĩ vào Viện Dân biểu. Từ năm 2002, người Māori được bầu bảy nghị sĩ vào Viện Dân biểu.

### Hạn ngạch nông thôn
Nghị viện New Zealand từng có cơ chế hạn ngạch nông thôn, cho phép dân số nông thôn bầu nhiều nghị sĩ hơn so với mức tương xứng với dân số. Từ năm 1889, các quận được phân bổ phiếu bầu theo tỷ lệ thành thị/nông thôn (bất kỳ địa phương nào có dưới 2.000 người được coi là nông thôn). Những quận có tỷ lệ nông thôn lớn nhận được số phiếu bầu danh nghĩa lớn hơn số lượng cử tri thực tế. Ví dụ: năm 1927, Waipawa, một quận không có dân số thành thị, nhận được thêm 4.153 phiếu bầu danh nghĩa so với số lượng cử tri là 14.838, tức là được bổ sung đại diện mức tối đa 28%. Năm 1945, hạn ngạch nông thôn bị chính phủ Đảng Lao động thứ nhất bãi bỏ, thay thế bằng hệ thống một người một phiếu.

### Đương đại

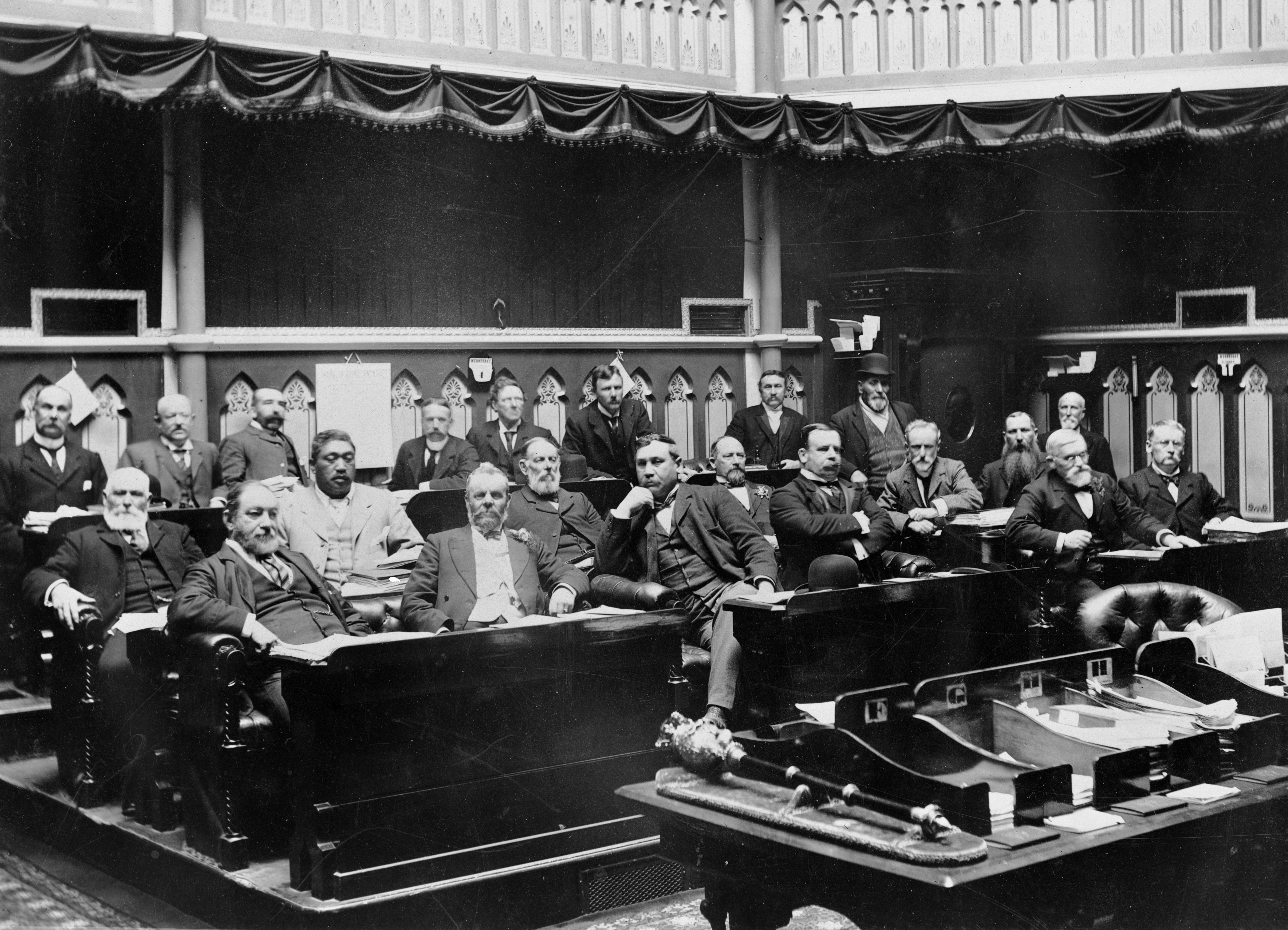
Nghị trường Viện Dân biểu, k. 1900–1902

Ban đầu, Nghị viện phụ thuộc vào Quốc hội Anh, là cơ quan lập pháp tối cao của Đế quốc Anh nhưng trên thực tế thì Anh bắt đầu giảm can thiệp vào nội bộ New Zealand từ thập niên 1890. Nghị viện được mở rộng thẩm quyền đối với nội bộ New Zealand sau khi Anh thông qua những đạo luật như Luật Hiệu lực luật thuộc địa năm 1865 và các sửa đổi hiến pháp. Năm 1947, Nghị viện phê chuẩn Đạo luật Westminster 1931, khẳng định chủ quyền của Nghị viện đối với pháp luật New Zealand, và chấp nhận Luật sửa đổi Hiến pháp New Zealand năm 1947 của Quốc hội Anh, cho phép Nghị viện New Zealand được tự quyết định cơ cấu tổ chức. Năm 1973, Luật sửa đổi Hiến pháp New Zealand năm 1973 được thông qua, mở rộng thẩm quyền lãnh thổ của Nghị viện.
Năm 1986, Nghị viện thông qua Luật Hiến pháp, bãi bỏ quyền làm luật của Quốc hội Anh đối với New Zealand (mà trước đó phải được New Zealand phê chuẩn), hợp nhất các văn bản tổ chức Nghị viện và chính thức đổi tên "Đại hội đồng" thành "Nghị viện".
Từ khi Đảng Tự do New Zealand được thành lập vào thập niên 1890, quyền lực chính trị bắt đầu chuyển từ Viện Dân biểu sang các đảng. Đảng Cải cách được thành lập vào năm 1909, Đảng Lao động New Zealand được thành lập vào năm 1916 và Đảng Quốc gia New Zealand được thành lập vào năm 1936 trên cơ sở hợp nhất Đảng Cải cách và Đảng Thống nhất, là tàn dư của Đảng Tự do. Sau tổng tuyển cử năm 2023, Viện Dân biểu gồm Đảng Quốc gia, Đảng Lao động, Đảng Xanh, Hiệp hội người tiêu dùng và người đóng thuế, Đảng Māori và Đảng New Zealand First.

## Chủ quyền nghị viện
Nghị viện New Zealand là cơ quan quyền lực nhà nước cao nhất của New Zealand. Luật, nghị quyết của Nghị viện không thể bị tòa án xem xét, hủy bỏ. Về mặt pháp lý, Nghị viện có toàn quyền làm, sửa đổi, bãi bỏ luật. Ví dụ: Luật Nhân quyền New Zealand 1990 là một đạo luật thông thường, không phải là luật cơ bản.
Nghị viện tự quyết định các quy trình, thủ tục của Nghị viện. Đối với một số vấn đề liên quan đến bầu cử bao gồm nhiệm kỳ của mỗi khóa Nghị viện, quyền bỏ phiếu, thể thức bỏ phiếu (bỏ phiếu kín), khu vực bầu cử và thành phần của Ủy ban Đại diện là cơ quan quyết định về các khu vực bầu cử thì phải có ba phần tư tổng số nghị sĩ biểu quyết tán thành hoặc trưng cầu ý dân. Tuy nhiên, quy định này có thể bị bãi bỏ theo quá nửa số nghị sĩ có mặt, cho nên những vấn đề trên của Luật Bầu cử cũng có thể được quyết định theo quá nửa số nghị sĩ có mặt.

## Quốc vương

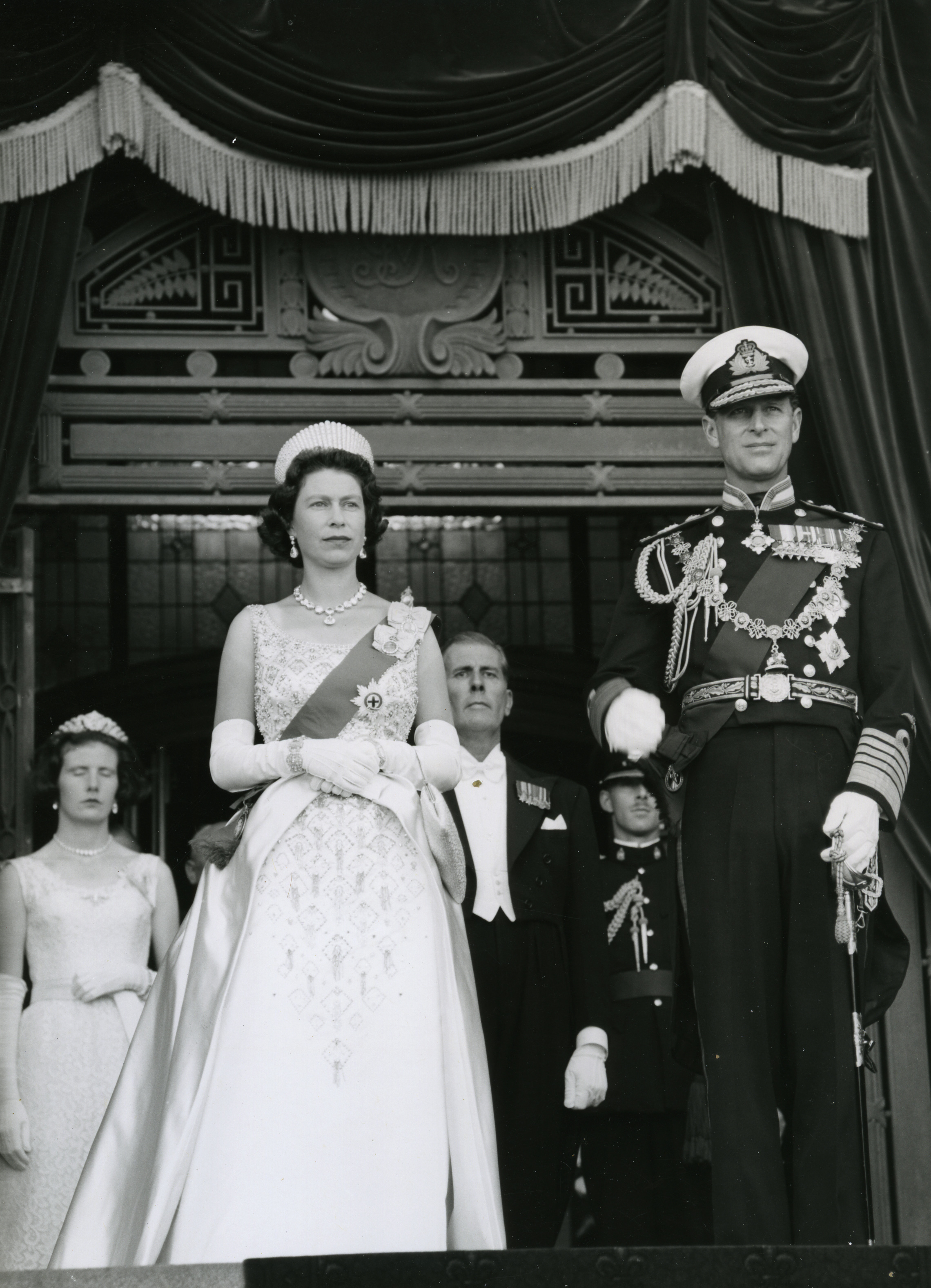
Nữ vương Elizabeth II và Thân vương Philippos tại Lễ khai mạc Quốc hội Anh vào năm 1963

Quốc vương New Zealand là một bộ phận của Nghị viện. Quốc vương ban hành luật được Viện Dân biểu thông qua. Nghị sĩ phải tuyên thệ trung thành với Quốc vương trước khi nhậm chức. Hiện tại, Quốc vương New Zealand là Charles III. Toàn quyền New Zealand đại diện cho Quốc vương.

## Tổ chức

### Viện Dân biểu

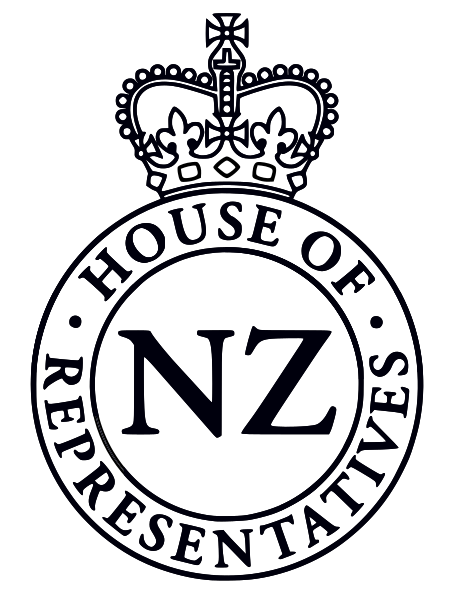
Biểu trưng Viện Dân biểu, ở trên là Vương miện Thánh Edward

Viện Dân biểu ban đầu là hạ viện của Nghị viện và là viện duy nhất từ năm 1951. Viện Dân biểu gồm 120 nghị sĩ, 71 nghị sĩ được bầu ra theo chế độ đầu phiếu đa số tương đối tại các đơn vị bầu cử một thành viên, 49 nghị sĩ được bầu ra theo chế độ đại diện tỷ lệ liên danh đảng. Nhiệm kỳ của nghị sĩ Viện Dân biểu là ba năm. Viện Dân biểu là cơ quan đại biểu của nhân dân, có nhiệm vụ làm luật và giám sát chính phủ. Ủy ban của Viện Dân biểu thẩm tra, nghiên cứu những vấn đề, lĩnh vực nhất định.
Bộ trưởng chính phủ được bổ nhiệm trong số nghị sĩ Viện Dân biểu (ngoại trừ trong khoảng thời gian ngay sau bầu cử Nghị viện). Chính phủ và thủ tướng phải được Viện Dân biểu tín nhiệm để được bổ nhiệm và giữ chức. Nghị viện quyết định chương trình nghị sự và dự toán ngân sách nhà nước.

### Thượng viện
Hiện tại Nghị viện New Zealand không có thượng viện. Trước năm 1951, Hội đồng Lập pháp là thượng viện của Nghị viện. Tuy nhiên, nghị trường Hội đồng Lập pháp tiếp tục được sử dụng làm nơi tổ chức Lễ khai mạc kỳ họp Nghị viện vì Quốc vương theo truyền thống không được vào hạ viện.

#### Hội đồng Lập pháp
Hội đồng Lập pháp được thành lập vào ngày 16 tháng 11 năm 1840 trước khi New Zealand tách khỏi New South Wales trở thành thuộc địa vương thất vào ngày 1 tháng 7 năm 1841. Ban đầu, Hội đồng Lập pháp gồm thống đốc, thư ký thuộc địa, thủ quỹ thuộc địa và ba thẩm phán hòa giải do thống đốc bổ nhiệm.
Sau khi Luật Hiến pháp New Zealand được ban hành vào năm 1852, Hội đồng Lập pháp được cải tổ thành thượng viện của Đại hội đồng. Thành viên Hội đồng Lập pháp do thống đốc bổ nhiệm theo đề nghị của thủ tướng. Hội đồng Lập pháp có thể thẩm tra, sửa đổi dự luật được Viện Dân biểu thông qua nhưng không được trình dự luật hoặc sửa đổi dự toán ngân sách nhà nước. Hội đồng Lập pháp họp lần cuối cùng vào ngày 1 tháng 12 năm 1950 trước khi bị bãi bỏ.

#### Đề nghị thành lập thượng viện
Tháng 9 năm 1950, Thủ tướng Sidney Holland thuộc Đảng Quốc gia New Zealand thành lập một ủy ban cải cách hiến pháp có nhiệm vụ nghiên cứu việc thành lập một thượng viện, do Ronald Agie làm chủ nhiệm. Năm 1952, ủy ban trình báo cáo trước chính phủ, đề nghị thành lập một thượng viện gồm 32 thành viên do lãnh đạo các đảng trong Viện Dân biểu bổ nhiệm theo tỷ lệ nghị sĩ thuộc các đảng. Nhiệm kỳ của thượng nghị sĩ là ba năm và được tái bổ nhiệm. Thượng viện có quyền trình, sửa đổi hoặc trì hoãn dự luật, xem xét kiến nghị và thẩm tra quy định, lệnh cơ mật. Đề nghị bị thủ tướng và Đảng Lao động New Zealand bác bỏ, trước đó Đảng Lao động từ chối đề cử thành viên vào ủy ban cải cách hiến pháp.
Sau cuộc bầu cử năm 1990, Thủ tướng Jim Bolger thuộc Đảng Quốc gia New Zealand đề nghị thành lập một thượng viện. Dự thảo luật tổ chức thượng viện quy định thượng viện gồm 30 thành viên được bầu ra theo chế độ một phiếu có thể chuyển nhượng tại sáu đơn vị bầu cử, bốn đơn vị bầu cử tại Đảo Bắc, hai đơn vị bầu cử tại Đảo Nam. Giống như Hội đồng Lập pháp, Thượng viện không có quyền sửa đổi hoặc trì hoãn dự toán ngân sách nhà nước. Chính phủ đề xuất bổ sung vấn đề thành lập thượng viện vào cuộc trưng cầu ý dân thứ hai về cải cách bầu cử. Tuy nhiên, đề xuất bị Đảng Lao động New Zealand chỉ trích là đánh lạc hướng dư luận và vấn đề thành lập thượng viện bị loại khỏi cuộc trưng cầu ý dân.
Trước bối cảnh cuộc trưng cầu ý dân về chế độ bầu cử vào năm 2011, Viện Nghiên cứu độc lập đề xuất thành lập một thượng viện gồm 31 thành viên được bầu ra theo chế độ đại diện tỷ lệ liên danh đảng, cải tổ Viện Dân biểu gồm 79 thành viên được bầu ra theo chế độ đầu phiếu đa số tương đối.

## Nhiệm kỳ

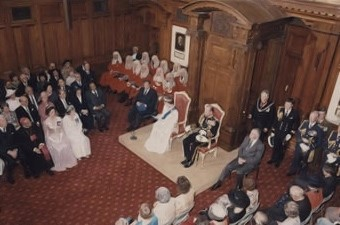
Nữ vương Elizabeth II và Thân vương Philippos tại Lễ khai mạc Quốc hội Anh, ngày 13 tháng 11 năm 1986

Nhiệm kỳ của mỗi khóa Nghị viện là ba năm. Luật Hiến pháp năm 1986 quy định toàn quyền có nhiệm vụ thay mặt Quốc vương tuyên bố giải tán Nghị viện và ban hành lệnh tổ chức bầu cử. Sau cuộc bầu cử, toàn quyền ra lệnh triệu tập Nghị viện theo đề nghị của thủ tướng. Các nghị sĩ tuyên thệ nhậm chức và bầu chủ tịch Viện Dân biểu tại nghị trường Hội đồng Lập pháp cũ trước khi trở lại nghị trường Viện Dân biểu và được ngừng họp.
Tại Lễ khai mạc kỳ họp Nghị viện, toàn quyền thay mặt Quốc vương đọc Diễn văn ngự tọa, giải thích lý do triệu tập Nghị viện và đặt ra chương trình nghị sự của chính phủ. Thỉnh thoảng, quốc vương dự lễ khai mạc và đích thân đọc Diễn văn ngự tọa. Ví dụ: Nữ vương Elizabeth II dự Lễ khai mạc kỳ họp Nghị viện vào năm 1954 (kỷ niệm 100 năm thành lập Nghị viện), năm 1986 và năm 1990.

## Quá trình lập pháp
Thành viên chính phủ và nghị sĩ có quyền trình dự luật trước Nghị viện. Tất cả các dự luật phải được thẩm tra tại ba lần đọc trước khi được thông qua. Dự luật phải được ngự phê trước khi trở thành luật. Đa số dự luật được Nghị viện ban hành là do chính phủ trình và hiếm khi một dự luật chính phủ bị Nghị viện bác bỏ (lần đầu tiên trong thế kỷ 20 là vào năm 1998).

### Quy trình lập pháp
Một dự luật trải qua ba lần đọc trước khi trở thành luật. Tại lần đọc đầu tiên, các nghị sĩ tranh luận về đại cương của dự luật. Thông thường, một ủy ban của Nghị viện thẩm tra dự luật, lấy ý kiến của công chúng và đề xuất sửa đổi dự luật. Tại lần đọc thứ hai, các nghị sĩ tiếp tục tranh luận về đại cương của dự luật và các khuyến nghị của ủy ban. Sau đó, các nghị sĩ tranh luận về từng điều khoản và đề nghị các sửa đổi. Tại lần đọc thứ ba, các nghị sĩ tranh luận về dự thảo cuối cùng của dự luật. Nếu quá nửa số nghị sĩ biểu quyết tán thành thì dự luật được thông qua. Nếu quá nửa số nghị sĩ biểu quyết không tán thành tại bất kỳ lần đọc nào thì dự luật bị bác bỏ.

### Ngự phê

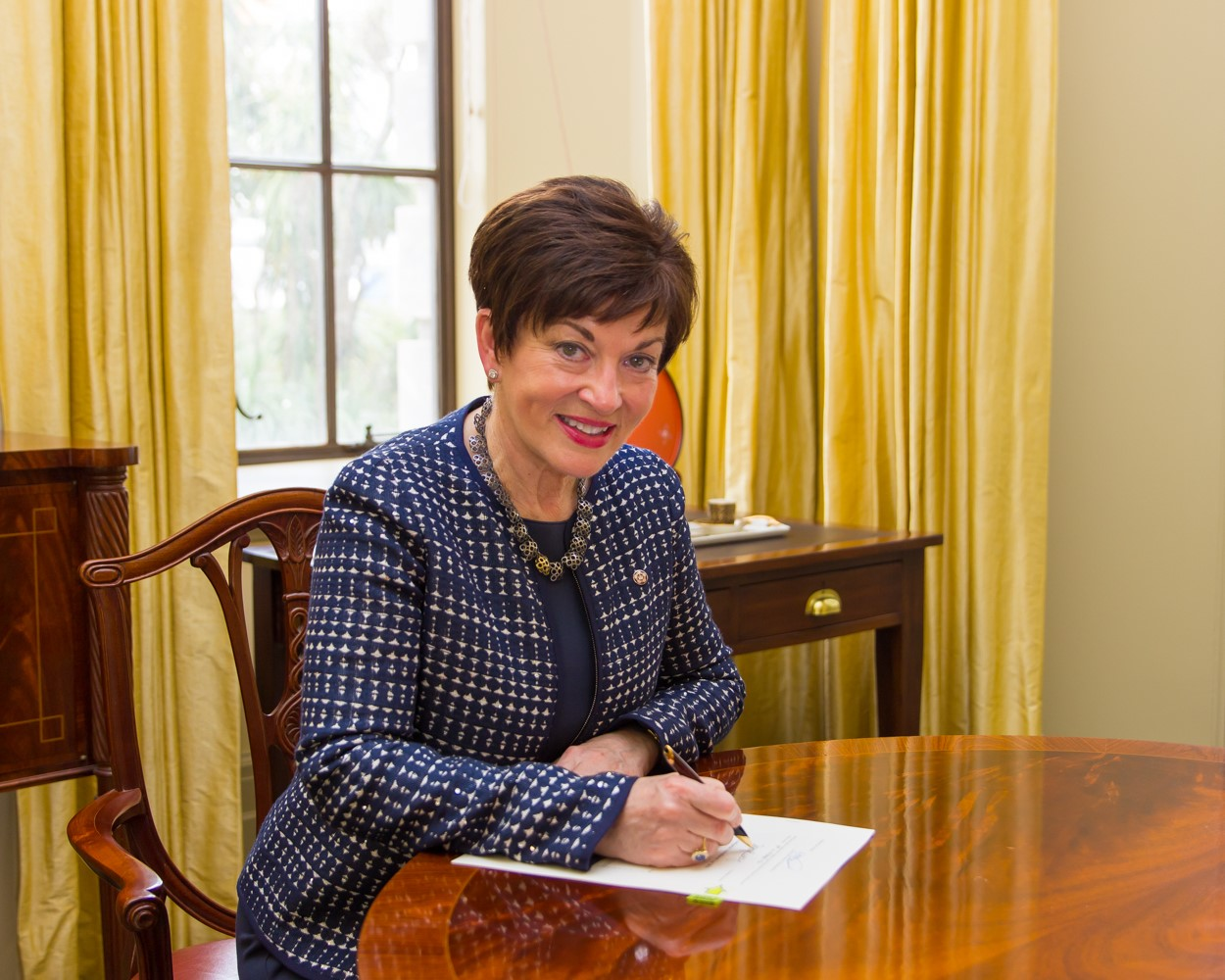
Toàn quyền New Zealand Patsy Reddy ngự phê một đạo luật lần đầu tiên tại Government House, Wellington, ngày 28 tháng 9 năm 2016

Nếu một dự luật được thông qua trong lần đọc thứ ba thì sẽ được thư ký Viện Dân biểu chuyển đến toàn quyền. Theo quy ước hiến pháp, toàn quyền luôn ngự phê dự luật được Viện Dân biểu thông qua. Một số luật sư hiến pháp như Giáo sư Philip Joseph cho rằng toàn quyền có quyền phủ quyết dự luật trong những trường hợp đặc biệt - nhất là nếu có nguy cơ nền dân chủ bị bãi bỏ. Những người khác như nguyên Thủ tướng Sir Geoffrey Palmer và Giáo sư Matthew Palmer cho rằng toàn quyền mà từ chối ngự phê thì sẽ gây ra một cuộc khủng hoảng hiến pháp.
Trên thực tế thì một dự luật phải được ngự phê nhanh chóng sau khi được Nghị viện thông qua, nên bất kỳ vấn đề quan trọng nào về tính hợp hiến của dự luật phải được tổng chưởng lý xem xét trước khi dự luật được trình trước Nghị viện.

## Danh sách các khóa Nghị viện New Zealand
| Khóa Nghị viện              | Bầu cử | Cầm quyền                                               |
| --------------------------- | ------ | ------------------------------------------------------- |
| Thời kỳ không đảng phái     |        |                                                         |
| Khóa 1                      | 1853   | Không đảng phái                                         |
| Khóa 2                      | 1855   | Không đảng phái                                         |
| Khóa 3                      | 1860   | Không đảng phái                                         |
| Khóa 4                      | 1866   | Không đảng phái                                         |
| Khóa 5                      | 1871   | Không đảng phái                                         |
| Khóa 6                      | 1875   | Không đảng phái                                         |
| Khóa 7                      | 1879   | Không đảng phái                                         |
| Khóa 8                      | 1881   | Không đảng phái                                         |
| Khóa 9                      | 1884   | Không đảng phái                                         |
| Khóa 10                     | 1887   | Không đảng phái                                         |
| Thời kỳ Đảng Tự do          |        |                                                         |
| Khóa 11                     | 1890   | Đảng Tự do New Zealand                                  |
| Khóa 12                     | 1893   | Đảng Tự do New Zealand                                  |
| Khóa 13                     | 1896   | Đảng Tự do New Zealand                                  |
| Khóa 14                     | 1899   | Đảng Tự do New Zealand                                  |
| Khóa 15                     | 1902   | Đảng Tự do New Zealand                                  |
| Khóa 16                     | 1905   | Đảng Tự do New Zealand                                  |
| Khóa 17                     | 1908   | Đảng Tự do New Zealand                                  |
| Thời kỳ đa đảng             |        |                                                         |
| Khóa 18                     | 1911   | Đảng Cải cách                                           |
| Khóa 19                     | 1914   | Đảng Cải cách                                           |
| Khóa 20                     | 1919   | Đảng Cải cách                                           |
| Khóa 21                     | 1922   | Đảng Cải cách                                           |
| Khóa 22                     | 1925   | Đảng Cải cách                                           |
| Khóa 23                     | 1928   | Đảng Thống nhất                                         |
| Khóa 24                     | 1931   | Chính phủ liên hiệp Đảng Thống nhát–Đảng Cải cách       |
| Khóa 25                     | 1935   | Chính phủ Đảng Lao động New Zealand thứ nhất            |
| Thời kỳ lưỡng đảng          |        |                                                         |
| Khóa 26                     | 1938   | Chính phủ Đảng Lao động New Zealand thứ nhất            |
| Khóa 27                     | 1943   | Chính phủ Đảng Lao động New Zealand thứ nhất            |
| Khóa 28                     | 1946   | Chính phủ Đảng Lao động New Zealand thứ nhất            |
| Khóa 29                     | 1949   | Chính phủ Đảng Quốc gia New Zealand thứ nhất            |
| Khóa 30                     | 1951   | Chính phủ Đảng Quốc gia New Zealand thứ nhất            |
| Khóa 31                     | 1954   | Chính phủ Đảng Quốc gia New Zealand thứ nhất            |
| Khóa 32                     | 1957   | Chính phủ Đảng Lao động New Zealand thứ hai             |
| Khóa 33                     | 1960   | Chính phủ Đảng Quốc gia New Zealand thứ hai             |
| Khóa 34                     | 1963   | Chính phủ Đảng Quốc gia New Zealand thứ hai             |
| Khóa 35                     | 1966   | Chính phủ Đảng Quốc gia New Zealand thứ hai             |
| Khóa 36                     | 1969   | Chính phủ Đảng Quốc gia New Zealand thứ hai             |
| Khóa 37                     | 1972   | Chính phủ Đảng Lao động New Zealand thứ ba              |
| Khóa 38                     | 1975   | Chính phủ Đảng Quốc gia New Zealand thứ ba              |
| Khóa 39                     | 1978   | Chính phủ Đảng Quốc gia New Zealand thứ ba              |
| Khóa 40                     | 1981   | Chính phủ Đảng Quốc gia New Zealand thứ ba              |
| Khóa 41                     | 1984   | Chính phủ Đảng Lao động New Zealand thứ tư              |
| Khóa 42                     | 1987   | Chính phủ Đảng Lao động New Zealand thứ tư              |
| Khóa 43                     | 1990   | Chính phủ Đảng Quốc gia New Zealand thứ tư              |
| Khóa 44                     | 1993   | Chính phủ Đảng Quốc gia New Zealand thứ tư              |
| Thời kỳ hậu cải cách bầu cử |        |                                                         |
| Khóa 45                     | 1996   | Chính phủ Đảng Quốc gia New Zealand thứ tư (liên hiệp)  |
| Khóa 46                     | 1999   | Chính phủ Đảng Lao động New Zealand thứ năm (liên hiệp) |
| Khóa 47                     | 2002   | Chính phủ Đảng Lao động New Zealand thứ năm (liên hiệp) |
| Khóa 48                     | 2005   | Chính phủ Đảng Lao động New Zealand thứ năm (liên hiệp) |
| Khóa 49                     | 2008   | Chính phủ Đảng Quốc gia New Zealand thứ năm (thiểu số)  |
| Khóa 50                     | 2011   | Chính phủ Đảng Quốc gia New Zealand thứ năm (thiểu số)  |
| Khóa 51                     | 2014   | Chính phủ Đảng Quốc gia New Zealand thứ năm (thiểu số)  |
| Khóa 52                     | 2017   | Chính phủ Đảng Lao động New Zealand thứ sáu (liên hiệp) |
| Khóa 53                     | 2020   | Chính phủ Đảng Lao động New Zealand thứ sáu             |
| Khóa 54                     | 2023   | Chính phủ Đảng Quốc gia New Zealand thứ sáu (liên hiệp) |